# Алексеев, Александр Дмитриевич (музыковед)
Алекса́ндр Дми́триевич Алексе́ев (20 мая (2 июня) 1913, Москва — 5 марта 1996, Москва) — советский и российский музыковед, педагог, музыкально-общественный деятель. Доктор искусствоведения, профессор (1951).

## Биография
Александр Дмитриевич Алексеев родился 20 мая (2 июня) 1913 года в Москве. Учился в музыкальной школе и Музыкальном техникуме имени Гнесиных по классу специального фортепиано Софьи Павловны Дементьевой-Васильевой. В 1938 году окончил Московскую консерваторию по классу Александра Борисовича Гольденвейзера. В студенческие годы был ассистентом А. Б. Гольденвейзера. В 1941 году окончил аспирантуру, где занимался по специальности «История и теория пианизма» (научный руководитель — Григорий Михайлович Коган).
В 1941 году с наступлением Великой Отечественной войны был эвакуирован в Алма-Ату, где преподавал в Музыкально-хореографическом комбинате курсы педагогики, фортепианной методики, музыкально-теоретических дисциплин. В 1943 году Алексеев вернулся в Москву. Здесь он работал:
- в 1943—1946 годах — в Комитете по делам искусства при Совете Министров СССР;
- в 1943—1966 годах — в Московской консерватории (методика обучения игре на фортепиано, педагогическая практика, с 1946 года — доцент);
- в 1943—1996 годах — в Государственном музыкально-педагогическом институте имени Гнесиных (курсы истории фортепианного искусства, методики). В 1967—1987 годах преподавал на кафедре педагогики и методики, в 1972—1978 годах — заведующий кафедрой.
- с 1949 года являлся старшим научным сотрудником Института истории искусства АН СССР, в 1953—1960 годах возглавлял сектор истории музыки[2].

Главной областью научной и педагогической деятельности Алексеева была история, теория, эстетика фортепианного искусства, фортепианная педагогика. Автор многих книг, очерков и статей. Учебник Алексеева «Методика обучения игре на фортепиано» стал базовым для нескольких поколений студентов-пианистов в России и за рубежом.